# أليسون بيل
أليسون بيل (بالإنجليزية: Alison Pill)‏ هي ممثلة كندية ولدت في 27 نوفمبر 1985 في تورونتو، كندا. معروف بدورها في ميلك وسكوت بيلجرام يواجه العالم ومنتصف الليل في باريس ومسلسل غرفة الأخبار (2012-الحاضر).

## النشأة والتعليم
ولدت بيل في تورونتو، أونتاريو، كندا. والدها مهندس إستوني. التحقت بيل بأكاديمية فوغان رود، في برنامج مصمم لدراسة الرقص والموسيقى وألعاب القوى والمسرح.

## وصلات خارجية
- أليسون بيل على موقع IMDb (الإنجليزية)
- أليسون بيل على موقع روتن توميتوز (الإنجليزية)
- أليسون بيل على موقع ألو سيني (الفرنسية)
- أليسون بيل على موقع ميوزك برينز (الإنجليزية)
- أليسون بيل على موقع أول موفي (الإنجليزية)
- أليسون بيل على موقع قاعدة بيانات برودواي على الإنترنت (الإنجليزية)
- أليسون بيل على موقع قاعدة بيانات الأفلام السويدية (السويدية)
- أليسون بيل على موقع إن إن دي بي (الإنجليزية)
- أليسون بيل على موقع ديسكوغز (الإنجليزية)
- أليسون بيل على موقع قاعدة بيانات الفيلم (الإنجليزية)